# Griposia
Griposia is een geslacht van vlinders uit de familie van de uilen (Noctuidae).

## Soorten
- Griposia aprilina (Linnaeus, 1758) - diana-uil
- Griposia pinkeri Kobes, 1973
- Griposia skyvai Dvorak & Sumpich, 2010
- Griposia wegneri Kobes & Fibiger, 2003